# Пересетинец (Брагинский район)
Пересети́нец (бел. Перасяцінец) — упразднённая деревня в Храковичском сельсовете Брагинского района Гомельской области Беларуси.

## География

### Расположение
В 33 км на юго-запад от Брагина, 61 км от железнодорожной станции Хойники (на ветке Василевичи — Хойники от линии Калинковичи — Гомель), 150 км от Гомеля, на территории Полесского радиационно-экологического заповедника.

### Гидрография
На западе мелиоративные каналы.

## Транспортная сеть
Транспортные связи по просёлочной, затем автомобильной дороге Комарин — Брагин.
Планировка состоит из 2 прямолинейных коротких улиц, ориентированных с юго-востока на северо-запад и соединенных переулкам. Застройка деревянными домами, редкая, усадебного типа.

## История
Известна с XIX века как деревня в Речицком повете Минской губернии. В 1850 году владение Прозора.
С 8 декабря 1926 года по 30 декабря 1927 года центр Пересетинецкого сельсовета Комаринского района Гомельского округа.
В 1930 году организован колхоз имени В.И. Ленина, работали кузница и шерстечесальня. Во время Великой Отечественной войны в мае 1943 года фашисты полностью сожгли деревню и убили 4 жителей. В 1959 году входила в состав совхоза «Савичи» (центр — деревня Савичи).
20 августа 2008 года деревня упразднена.

## Население
После катастрофы на Чернобыльской АЭС и радиационного загрязнения жители (29 семей) переселены в 1986 году в чистые места.

### Численность
- 2010 год — жителей нет

### Динамика
- 1850 год — 13 дворов, 68 жителей
- 1940 год — 60 дворов, 240 жителей
- 1959 год — 184 жителя (согласно переписи)
- 1986 год — жители (29 семей) переселены

## Известные уроженцы
- Г. С. Сорокин — Герой Социалистического Труда.